# Clint Roberts

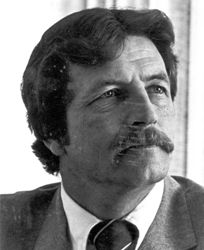
Clint Roberts (1981)

Clint Ronald Roberts (* 30. Januar 1935 in Presho, Lyman County, South Dakota; † 13. Februar 2017 in Pierre, South Dakota) war ein US-amerikanischer Politiker. Zwischen 1981 und 1983 vertrat er den zweiten Wahlbezirk des Bundesstaates South Dakota im US-Repräsentantenhaus.

## Frühe Jahre
Clint Roberts besuchte die öffentlichen Schulen seiner Heimat. Im Jahr 1952 machte er seinen Abschluss an der Presho High School. Danach studierte er bis 1953 am Black Hills State College in Spearfish. In den folgenden Jahren arbeitete er als Farmer und Rancher. Außerdem war er Eigentümer eines Bekleidungsgeschäfts. 

## Politische Laufbahn
Roberts wurde Mitglied der Republikanischen Partei. Von 1972 bis 1978 gehörte er dem Senat von South Dakota an. 1978 und erneut im Jahr 1986 bewarb er sich erfolglos um den Posten des Gouverneurs von South Dakota. Zwischen 1979 und 1980 war er in seinem Heimatstaat Landwirtschaftsminister.
1980 wurde Roberts im zweiten Wahlbezirk von South Dakota in das US-Repräsentantenhaus gewählt. Dort löste er am 3. Januar 1981 James Abdnor ab, der in den US-Senat wechselte. Roberts konnte nur eine Legislaturperiode im Kongress absolvieren. Er war der letzte Abgeordnete des zweiten Wahlbezirks von South Dakota: Bei einer Neuverteilung der Kongressmandate wurde dieser abgeschafft. Roberts kandidierte dann 1982 für den einzig verbliebenen Wahlbezirk von South Dakota für eine weitere Amtszeit, unterlag aber dabei Tom Daschle, dem Kandidaten der Demokratischen Partei. Zwischen 1987 und 1989 leitete Clint Roberts dann die Energieversorgungsbehörde (Energy Office) von South Dakota. Roberts lebte zuletzt in seinem Geburtsort Presho.